# OMD Live: Architecture & Morality & More
OMD Live: Architecture & Morality & More is het eerste officiële livemuziekalbum van het Britse Orchestral Manoeuvres in the Dark. Het is opgenomen in Londen, Hammersmith Apollo.

## Composities

### CD

#### Britse uitgave
Uitgave 7 april 2008
1. "Architecture & Morality"
2. "Sealand"
3. "The New Stone Age"
4. "Georgia"
5. "She's Leaving"
6. "Souvenir"
7. "Joan of Arc"
8. "Maid of Orleans (The Waltz Joan of Arc)"
9. "The Beginning and the End"
10. "If You Leave"
11. "(Forever) Live and Die"
12. "Pandora's Box"
13. "Locomotion"
14. "Sailing on the Seven Seas"
15. "Enola Gay"
16. "Electricity"
17. "The Romance Of The Telescope"

#### Amerikaanse versie
Uitgave 8 april 2008
1. "Architecture & Morality"
2. "Sealand"
3. "The New Stone Age"
4. "Georgia"
5. "She's Leaving"
6. "Souvenir"
7. "Joan of Arc"
8. "Joan of Arc (Maid of Orleans)"
9. "The Beginning and the End"
10. "If You Leave"
11. "(Forever) Live and Die"
12. "Enola Gay"
13. "Electricity"

### DVD
Britse uitgave 28 april 2008; Amerikaanse uitgave 3 juni 2008
1. "Architecture & Morality"
2. "Sealand"
3. "The New Stone Age"
4. "Georgia"
5. "She's Leaving"
6. "Souvenir"
7. "Joan of Arc"
8. "Joan of Arc (Maid of Orleans)"
9. "The Beginning and the End"
10. "Messages"
11. "Tesla Girls"
12. "(Forever) Live and Die"
13. "If You Leave"
14. "Pandora's Box"
15. "Talking Loud & Clear"
16. "So in Love"
17. "Locomotion"
18. "Sailing on the Seven Seas"
19. "Enola Gay"
20. "Walking on the Milky Way"
21. "Electricity"
22. "The Romance of the Telescope"